# Abri de Laussel
L'abri de Laussel, ou Grand abri de Laussel, est un abri sous roche situé sur la commune de Marquay, en Dordogne (Périgord noir), dans la région Nouvelle-Aquitaine, en France.
Il a livré notamment cinq blocs de pierre ornés, tous bien connus des milieux préhistoriques. Le plus célèbre est la « vénus de Laussel », dite « vénus à la corne », à laquelle s'ajoutent « le chasseur », la « vénus à la tête quadrillée », la « vénus de la carte à jouer », la « vénus de Berlin ». Mentionnons également le « priape de Laussel ».
L'abri de Laussel est inscrit comme monument historique depuis 2007.

## Situation
L'abri se trouve dans le quart sud-est du département de la Dordogne (arrondissement de Sarlat-la-Canéda), dans l'ouest de la commune de Marquay, à quelque 2,5 km (à vol d'oiseau) à l'ouest du bourg, sur la rive droite (côté nord) de la Grande Beune ou Beune du Nord, à environ 500 m en amont du château de Laussel. La vallée de la Vézère est à 7 km en aval (à l'ouest), celle de la Dordogne à 11 km au sud/sud-ouest (à Saint-Cyprien),.
Il est proche du petit chemin de randonnée qui traverse la Grande Beune pour rejoindre le lavoir et le hameau du Pont (sur la rive gauche, côté sud de la rivière) ; et à seulement quelques mètres au-dessus du fond de vallée (qui est à 95 m d'altitude), à 20 m en dessous de la route D48 (qui est à environ 120 m d'altitude).

Les environs de l'abri de Laussel
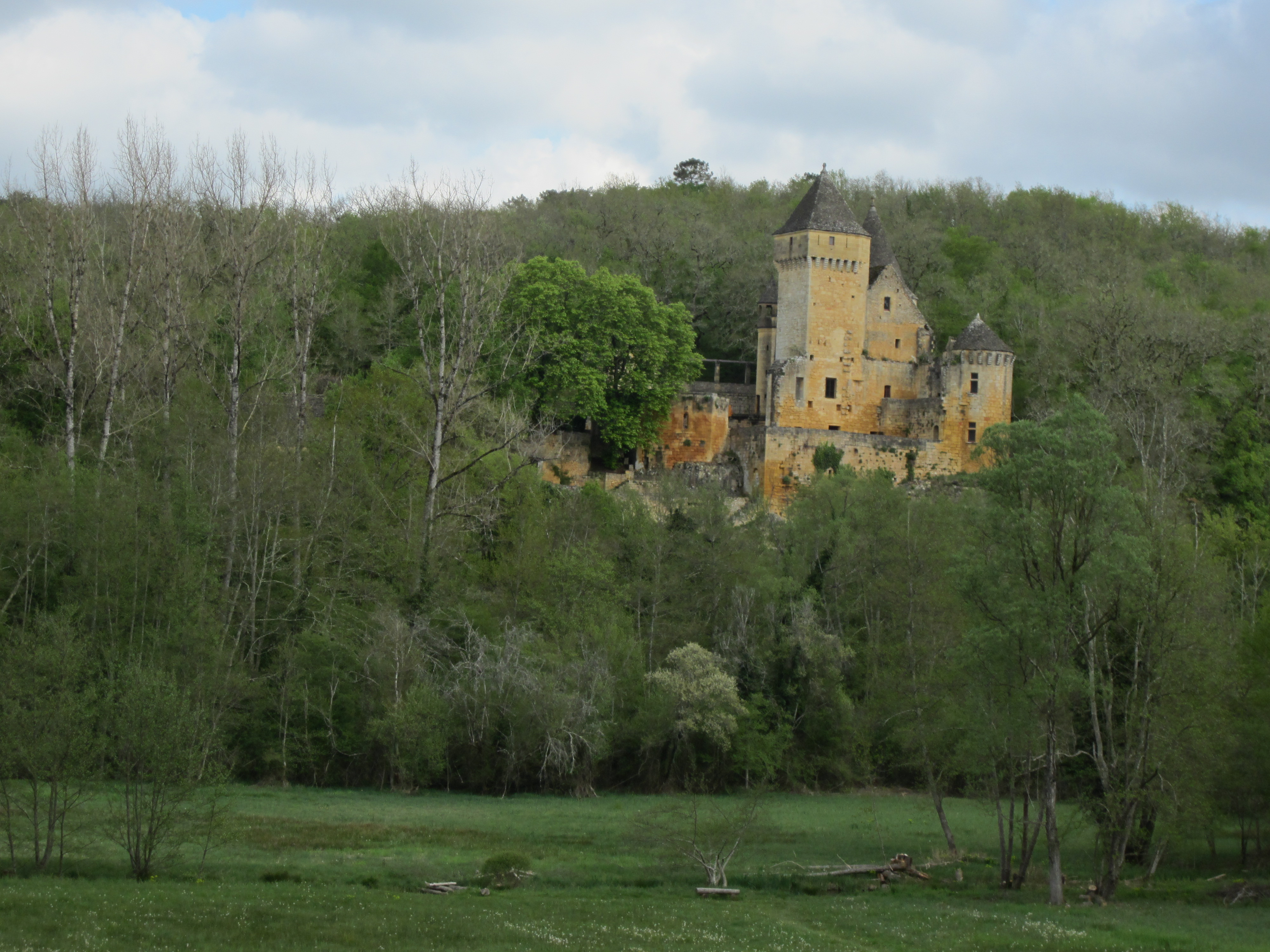
La Grande Beune ou Beune du Nord et le château de Laussel, vus depuis le château de Commarque. L'abri de Laussel est à 500 m sur la droite.

Laussel a des voisins fort célèbres :
- la grotte de Commarque (commune des Eyzies) est à 500 m à vol d'oiseau au sud-est ;
- l'abri de Cap Blanc à 800 m vers l'ouest (Delluc & Delluc donnent 900 m[7]) ;
- la grotte de la Grèze à 1 300 m vers l'ouest (Delluc & Delluc donnent 1 400 m[7]) ;
- et au-delà se trouve l'extraordinaire concentration de sites préhistoriques foisonnant autour des Eyzies, dont la grotte des Combarelles (4,5 km) et la grotte de Font-de-Gaume (6 km) en aval sur le même cours d'eau ; puis un peu plus loin vers l'ouest mais dans la vallée de la Vézère, la grotte de la Mouthe (6,7 km), l'abri Pataud et l'abri de Cro-Magnon (7 km), l'abri du Poisson (8 km), la Laugerie-Basse et la Laugerie-Haute (8,5 km)[5]… Une quinzaine d'abris sous roche ayant livré de l'art pariétal ou mobilier (sur blocs de pierre) daté du début du Paléolithique supérieur sont groupés dans un cercle de 15 km de diamètre sur les bords de la Vézère périgourdine ou d'un de ses affluents ou sous-affluents[8].

## Situation et géologie
La roche est du calcaire datant du Coniacien, C4,.
La falaise fait face au sud, elle est donc bien exposée au soleil. Mais sa base est humide car la nappe phréatique est proche. Or la répétition journalière des gels et dégels est plus efficace qu'un froid intense pour creuser la roche. L'auvent au pied de la falaise de Laussel s'est donc formé plus rapidement que celui de son vis-à-vis, la falaise où se trouvent les cavités de Commarque qui, elles, ont évolué plus lentement car elles sont toujours à l'ombre.
Pendant les périodes relativement peu froides, le dégel journalier induit une microgélivation ; ainsi le niveau de base de Laussel inclut de nombreux dépôts cryoclastiques. Par contre, des hivers très froids ou les périodes glaciaires prolongées engendrent une macrogélivation qui affecte la roche beaucoup plus en profondeur et amène lors des dégels de gros effondrements par pans entiers de falaise - témoins des couches stratigraphiques plus tardives à Laussel, qui se sont probablement éboulées pendant la glaciation de Würm. Sauf exceptions telles l'abri du Poisson ou l'abri-grotte d'Oreille d'Enfer, les auvents d'abris ou de grottes se sont souvent effondrés pendant l'Aurignacien et/ou le Gravettien. Ce phénomène est d'ailleurs toujours d'actualité : l'hiver 1984-1985 a vu 12 jours de froid intense début février (jusqu'à -22°C dans certains fonds de vallons), et une tournée de vérification sur le terrain le 17 février 1985 a fait état de nombreux rochers détachés des flancs de parois notamment à l'abri Castanet mais aussi aux Combarelles, à Font-de-Gaume et ailleurs. Dans de telles conditions, les œuvres pariétales ont peu de chances de perdurer. Mais il est possible d'utiliser les plaques ainsi détachées pour des gravures, et c'est ce qui s'est passé à Laussel.

## Description
De nos jours, le surplomb du Grand abri fait environ 115 m de long pour une largeur variant de 15 à 25 m.
Il existe un autre surplomb d'abri côté amont, plus petit, appelé le Petit abri. Il semble avoir été occupé à peu près en même temps, mais il n'a pas livré de blocs ornés.
L'abri du Four, ou abri du Moulin, se trouve sur la rive droite (côté nord) de la Beune, à l'emplacement de l'ancien moulin de la Faurie indiqué sur la carte d'état-major du XIXe siècle et que Capitan et Breuil (1903) citent comme « moulin de Laussel ». Ils décrivent « d'importants abris, élevés d'environ 12 mètres au-dessus du fond de la vallée et ayant une hauteur moyenne de 12 à 15 mètres et une profondeur de 5 a 8 mètres, […] se prolongent pendant 150 mètres environ. La partie qui domine le moulin a été déblayée complètement pour être utilisée comme grange ».

## Historique
Le site est reconnu pour la première fois en 1894 par Émile Rivière, qui s'intéresse surtout à la partie supérieure du Grand abri correspondant aux couches solutréennes. Puis Raymond Peyrille est cité parmi les visiteurs, avant 1907. Jean-Gaston Lalanne loue le site et y mandate des fouilles de 1908 à 1914 avec une équipe menée par Raymond Peyrille.
Lalanne s'occupe de classer le mobilier extrait du site, avec l'aide ponctuelle d'Henri Breuil en 1914, puis celle de Jean Bouyssonie plusieurs années de suite lors des congés scolaires. Lorsque Lalanne meurt en 1924, sa famille confie à Bouyssonie le soin d'achever l'inventaire. Ce dernier en fait la publication en 1946 dans la revue L'Anthropologie sous les deux noms (Lalanne et Bouyssonie, 1946). Il récapitule en deux tableaux 10 522 pièces pour le Paléolithique moyen (Moustérien) et 16 288 pièces pour le Paléolithique supérieur, excluant la série solutréenne.
Peu avant sa mort survenue en 1965, Jean Bouyssonie remet à Alain Roussot deux tableaux manuscrits inventoriant des industries de Laussel de façon plus détaillés que ne le fait la publication de 1946. Cette liste est précieuse car après la guerre les collections ont été dispersées en plusieurs endroits et Jean Bouyssonie a été le dernier à pouvoir les examiner rassemblées en un seul lieu (voir plus bas la section « Les collections » pour un suivi de leur devenir).
En aout et septembre 1903, Louis Capitan avait fait quelques fouilles dans l'abri du Moulin.

## Outils lithiques
L'industrie lithique du Grand abri couvre la période allant du Moustérien au Solutréen, à quoi s'ajoute celle de l'abri du Four ou du Moulin qui inclut le Magdalénien supérieur. A. Roussot (1985) en a publié un inventaire de l'industrie lithique d'après des tableaux manuscrits de Jean Bouyssonie.
Le Petit abri de Laussel a livré un caillou en pierre volcanique probablement utilisé comme pilon de mortier et daté entre 70000 et 40000 ans AP (Moustérien). Le Grand abri a lui aussi livré des vestiges de cette occupation mais datant du Gravettien, avec entre autres une pierre en calcaire utilisée comme mortier, une en grès quartzeux étroite et allongée utilisée comme pilon, un perçoir dont la pointe a le même profil qu'une mèche de perceuse moderne…

Industrie de Laussel au Musée d'Aquitaine, Bordeaux
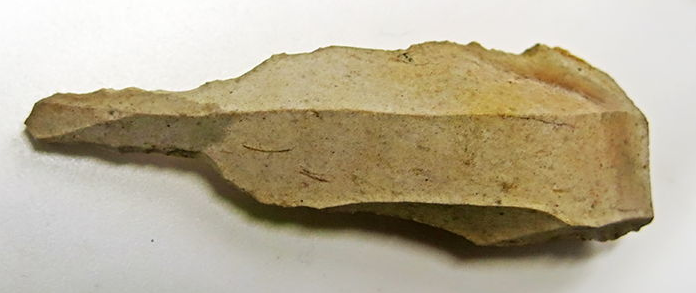
Perçoir en silex, Gravettien
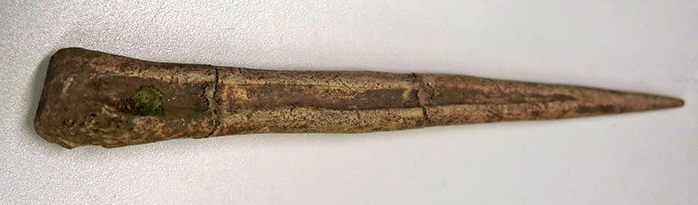
Perçoir ou alêne en os, Gravettien
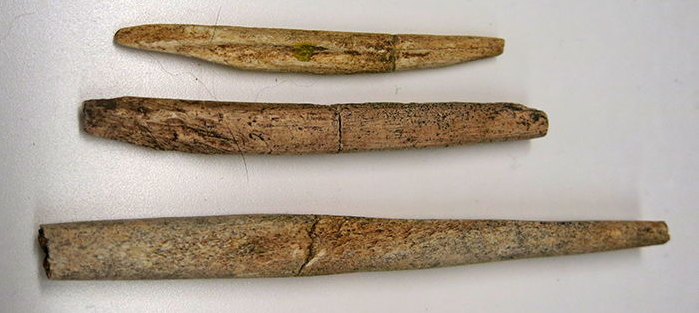
Pointes de sagaies, Gravettien
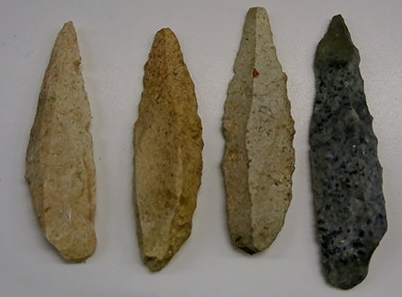
Pointes, Châtelperronien
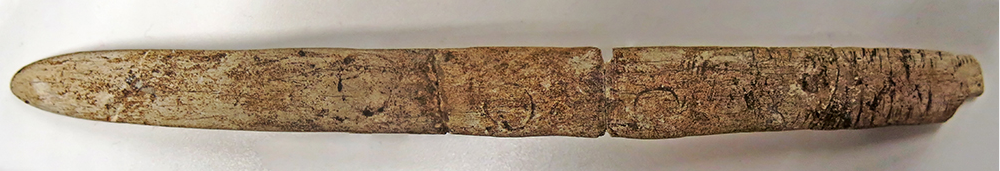
Lissoir avec vulves gravées
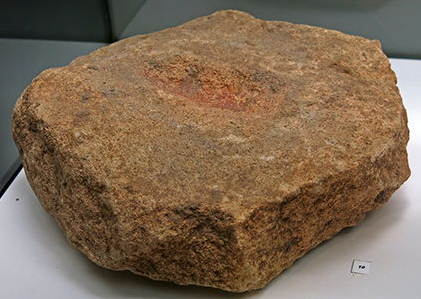
Plaque avec cupule pour préparation de l'ocre

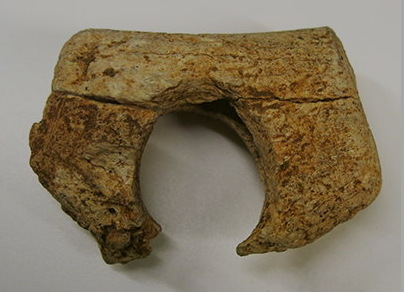
Fragment de baton percé. Aurignacien
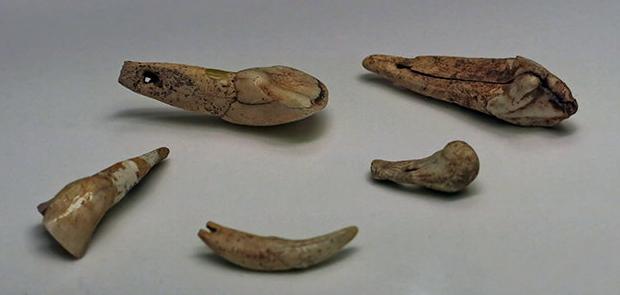
Canines renne et cerf. Aurignacien
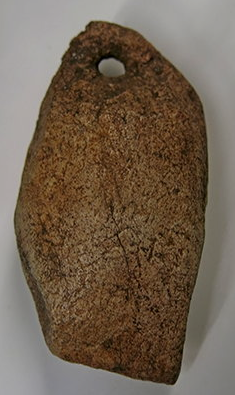
Pendant en os. Aurignacien

## Art mobilier
L'abri a livré la célèbre vénus de Laussel, dite « vénus à la corne », mais aussi d'autres sculptures ou bas-reliefs bien connus des milieux préhistoriques : « le chasseur », la « vénus à la tête quadrillée », la « vénus de la carte à jouer », la « vénus de Berlin » et le « priape de Laussel ».

### Datation

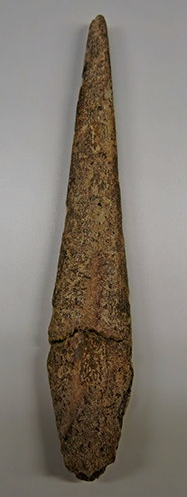
Pointe de sagaie à base fendue. Aurignacien

Henri Breuil, se basant sur le fait que les sculptures de Laussel utilisent les accidents de surface de leurs supports rocheux, les date du Gravettien. Denis Peyrony les date de l'Aurignacien,, de même qu'Annette Laming-Emperaire. André Leroi-Gourhan date les plaques gravées de vulves de l'Aurignacien moyen et les figurations féminines du Gravettien et du début du Solutréen (« style II » dans la classification de cet auteur). Eduardo Ripoll Perelló (es) reste vague quant aux dates des blocs gravés de symboles sexuels. Delluc & Delluc (1992) placent au Gravettien la plupart des blocs sculptés.
L'argument de l'utilisation des reliefs du support pour une datation au tout début du Paléolithique supérieur est contredit par la plus grande quantité d’œuvres magdaléniennes intégrant cette technique.
L'abri de Laussel montre des cupules disposées en empreintes d'animaux, typiques des gisements aurignaciens et gravettiens du Périgord : Blanchard, Castanet, Laussel, Oreille d'Enfer.
Les mammouths de l'abri ont une silhouette arquée ou en fer à cheval, que l'on peut retrouver sur quatre mammouths de La Cavaille, mais jusqu'alors inconnue en Dordogne. Le mammouth de La Grèze et cinq mammouths de Jovelle ont la même silhouette, ainsi que le mammouth sur une petite dalle de La Roche Courbon (Aurignacien), et un bloc de Laussel est gravé d'une « hyène », que Delluc et Delluc (1992) pensent être un mammouth aurignacien ou gravettien.

### Les cinq blocs principaux
Le bloc portant les deux personnages tête-bêche est découvert en 1911. La date de découverte des quatre autres blocs majeurs est habituellement donnée pour 1912. Tous ces blocs se trouvaient groupés dans le côté est du Grand abri (vers l'amont), « sur un espace […] délimité par des éboulis où il était facile de constituer une sorte de cella, de sanctuaire ».

#### Vénus de Laussel, dite «vénus à la corne»

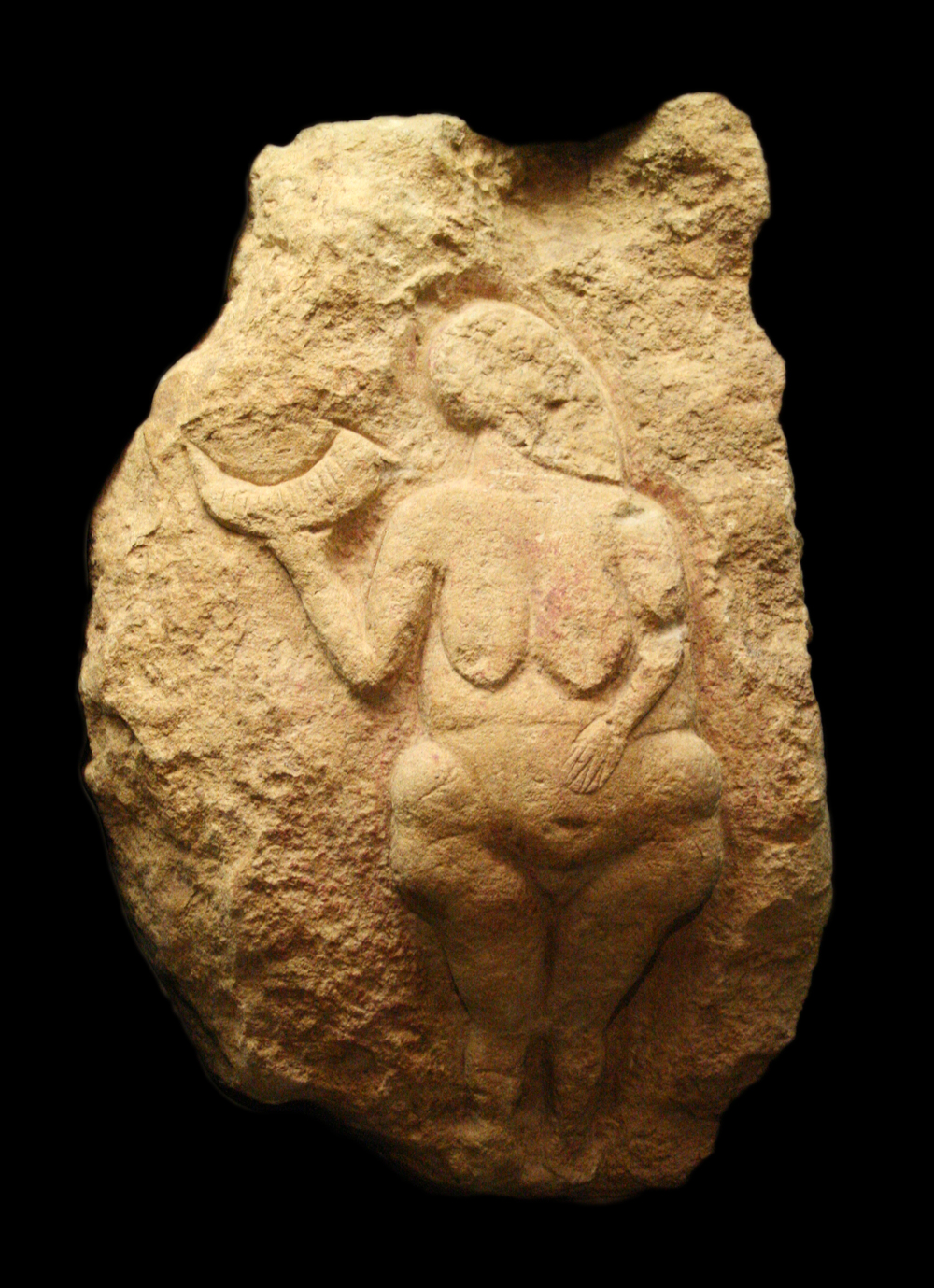
Venus de Laussel. Vénus paléolithique en bas-relief.

Elle a été sculptée sur un gros bloc rocheux de plusieurs mètres cubes, situé à 4 m en avant de la falaise,.

#### Vénus de Berlin, ou deuxième «vénus à la corne»
Elle aussi tient une corne, en position légèrement différente de sa célèbre consœur. Selon la carte qui accompagne l'objet au musée de Préhistoire et de Protohistoire de Berlin, l'original a été emmené en Russie comme tribut de guerre et serait dans les réserves du musée de l'Ermitage de Saint-Pétersbourg. Selon certains auteurs (Delporte (1979), Lesure (2011), Roussot (2000)), cette œuvre a été détruite pendant la deuxième guerre mondiale.
Découverte en 1912, elle est vendue frauduleusement au Musée de Berlin par le chef de chantier,.

Vénus de Berlin
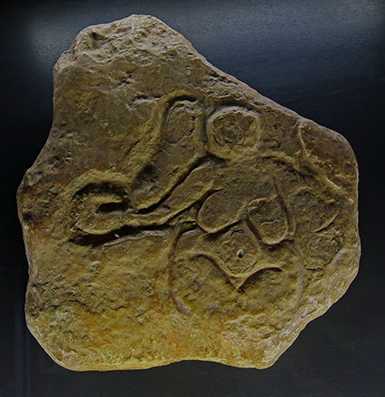
Réplique

#### «Vénus à la tête quadrillée»

Femme à la tête quadrillée
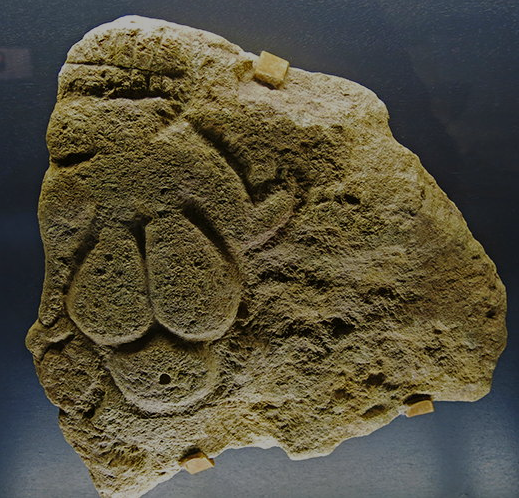
Vue d'ensemble
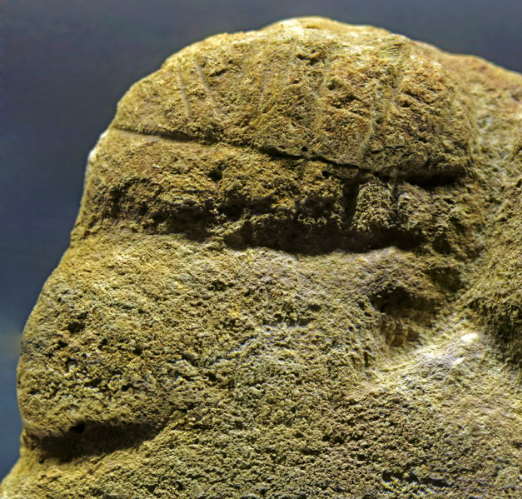
Détail de la tête

#### Vénus double en tête-bêche, ou «vénus en miroir»

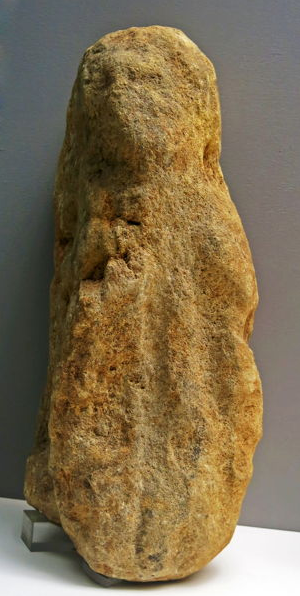
Priape de Laussel

Ce bloc est découvert en 1911. Il montre deux personnages tête-bêche selon une rotation de 180° de bas en haut.

Femme en miroir
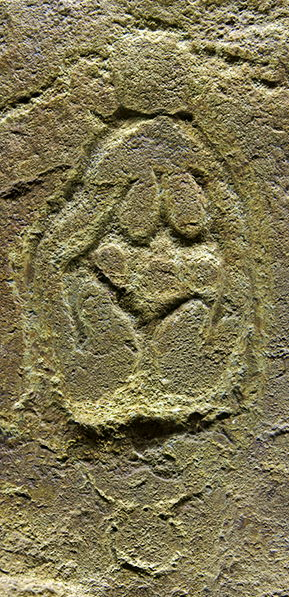
À l'endroit
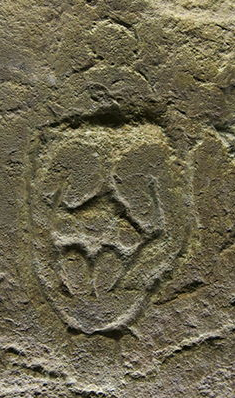
À l'envers

#### «Le chasseur»
La figure représentée pourrait être de sexe féminin, jeune,.

#### «Priape de Laussel»
La statuette gravettienne ainsi nommée est en calcaire et est datée de 22 000 ans AP. Le nom vient du dieu mineur de la fertilité Priape, protecteur du bétail, des fruits, des jardins et des organes génitaux mâles. Il est caractérisé par un sexe en érection (ithyphallique) permanente absurdement démesuré (priapisme),,
.

## Vestiges d'art pariétal

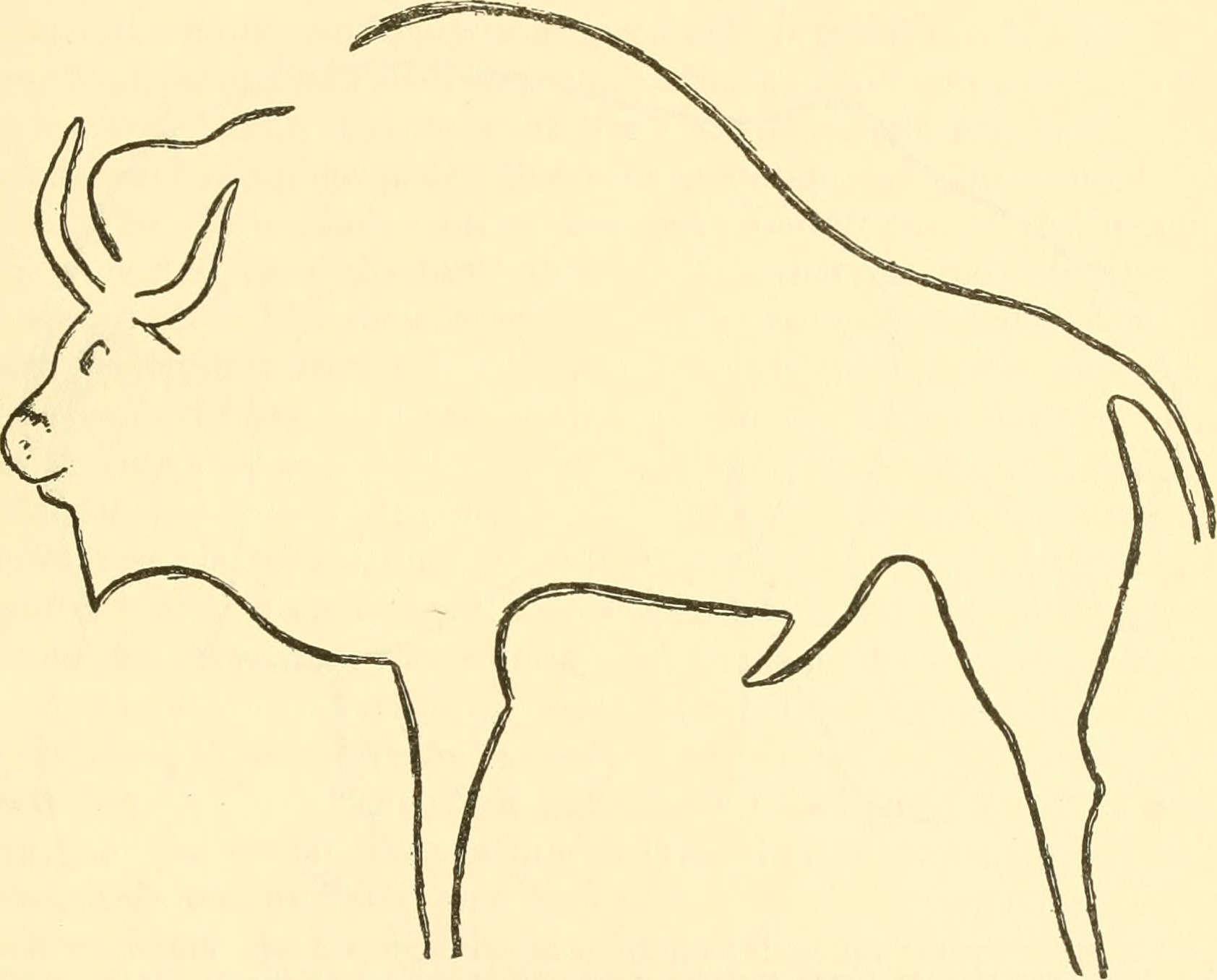
Bison

L'abri a peut-être été décoré d'art pariétal. Lalanne indique une grande quantité d'ocre rouge dans le niveau de l'« Aurignacien supérieur », recouvrant le rocher sous-jacent et imprégnant les sédiments sur plusieurs centimètres d'épaisseur. Il rappelle que les représentations humaines étaient ornées de matières colorantes, notamment la « Vénus » à la corne, bien qu'elle ait été trouvée sur un bloc de rocher exposé à la pluie. Une pierre calcaire a une face plate unie couverte de peintures et creusée d'un anneau rocheux. Jean Bouyssonie mentionne aussi une dalle de calcaire de 60 × 35 cm en partie recouverte d'une coloration rouge intense , et des « roches fortement colorées par l'ocre rouge » à proximité immédiate des sculptures. L'abri du Facteur ou de la forêt (à Tursac) présente les mêmes indices.

## Les collections
Les archives préhistoriques de Lalanne, une grande partie de ses collections de matériel lithique et osseux, et les blocs ornés tirés du site de Laussel sont donnés par sa famille au musée d'Aquitaine, à Bordeaux, en 1961. Environ un tiers de sa collection est acquise en 1938 par le colonel Vésignié qui en fait don au musée de l'Homme en 1950. Plusieurs séries constituées pour la plupart par Henri Breuil ou Jean Bouyssonie sont cédées à divers préhistoriens ou organismes français et étrangers.

## Protection
Le « gisement préhistorique de Laussel » est inscrit sous ce nom comme monument historique depuis le 27 février 2007.